# Johann Peter von Ludewig

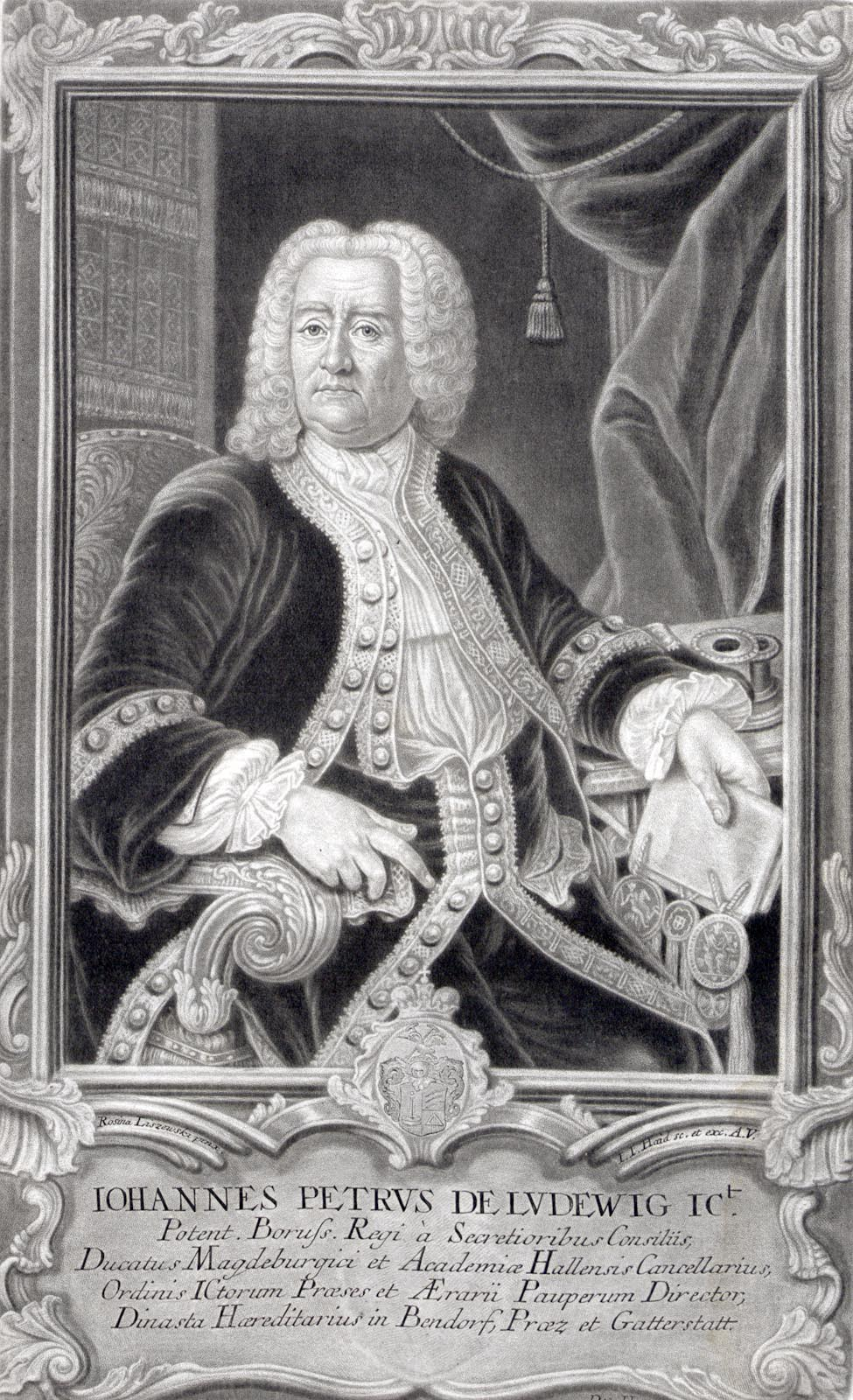
Johann Peter von Ludewig

Johann Peter Ludewig, ab 1719 von Ludewig (ursprünglicher Nach- und Geburtsname Ludwig, * 5. August 1668 in Schloss Honhardt bei Crailsheim, Baden-Württemberg; † 7. September 1743 in Halle an der Saale) war ein deutscher Jurist und Historiker.

## Leben

### Erste Jahre
Geboren als Sohn des schwäbisch-hällischen „Amtspflegers“ (Verwaltungschef) in Honhardt Peter Ludwig (1628–1687) und dessen Frau Elisabeth Rosina (1648–1729), der Tochter des schwäbisch-hällischen Ratsherrn Johann Engelhardt (1609–1684) und dessen Frau Marie Agnes Seifferheld, wuchs er in einem bürgerlichen Umfeld auf. Sein Bruder war Johann Friedrich Ludwig, der Hauptarchitekt des Königs Johann V. von Portugal.
Zuerst Schüler der Lateinschule in Crailsheim, wechselte Johann Peter Ludewig 1679 an das Gymnasium illustre in Schwäbisch Hall, das er bis zum 25. März 1689 besuchte. Während dieser Zeit war er ab 1683 im Kontubernium, einem im Haller Spital eingerichteten Internat für 12 Schüler des Gymnasiums. In den letzten beiden Jahren seiner Schulzeit war Johann Peter von Ludewig Inspektor des Kontubernium.
Am 14. Juli 1686 immatrikulierte er sich als Primaner des Haller Gymnasiums an der Universität Tübingen, wo er jedoch nie studierte, da er sofort nach der Immatrikulation nach Hall zurückkehrte. Im Dezember 1687 hielt er in einem öffentlichen Schulakt die Rede „Encomium Hallarum“ (= Lob von Hall), eine lateinische Lobrede auf die Reichsstadt Schwäbisch Hall. Diese Rede ließ er Anfang 1688 in Hall drucken, es war seine erste Veröffentlichung (Nachdruck in seinen Opuscula Miscella, Halle an der Saale 1720). 1689 erhielt Johann Peter von Ludewig ein Ratsstipendium für ein Universitätsstudium in Höhe von 92,50 Gulden jährlich. Dieses wurde für die Jahre 1692 bis 1694 verlängert. Hall verließ er am 13. April 1689.

### Studium und erste Tätigkeiten
Am 30. April 1689 immatrikulierte er sich an der Universität Wittenberg, wo er am 28. April 1690 den philosophischen Magistergrad erhielt und Vorlesungen hielt. Ende Dezember 1692 ging er mit seinem Wittenberger Lehrer Samuel Stryk nach Halle an der Saale. Am 5. Januar 1693 immatrikulierte er sich an der Universität Halle, begann dort als Adjunkt und wirkte als Privatdozent für Philosophie und Geschichte.
1695 erhielt er an der Alma Mater halensis die Professur für theoretische Philosophie.
1697 reiste er in die Niederlande, wo er in verschiedenen Diensten Zuarbeit für die Friedensverhandlungen von Rijswijk leistete und bei Buchauktionen die ersten größeren Anschaffungen für seine Bibliothek machte. 1701 arbeitete er vorrangig an Gutachten betreffend die Annahme der preußischen Königskrone für Kurfürst Friedrich III. von Brandenburg. Ein Jahr später veröffentlichte er sein erstes größeres, im Wesentlichen geschichtliches Werk, die „Germania Princeps“, das Staatshandbuch zu den deutschen Territorien – wegen rechtlicher Bedenken unter dem Pseudonym Ludwig Peter Giovanni. Dieses Werk erlebte drei Auflagen und trug ihm die größte Bedeutung ein.

### Professur in Halle
An der Universität Halle wurde Johann Peter von Ludewig 1703 Professor für Geschichte. Ab 1704 gehörte er als Hofhistoriograph und Archivar des Herzogtums Magdeburg zum königlich preußischen Rat. Am 18. Januar 1705 wurde er an der Universität Halle zum Doktor der Rechte promoviert. Zudem wurde er zum außerordentlichen Professor der Rechte ernannt. 1705 wurde er ordentlicher Professor, Ordinarius der juristischen Fakultät und Archivar des Magdeburgischen Archivs. 1709 wurde er zum königlich preußischen Oberheroldsrat, zugleich magdeburgischer Regierungs- und Konsistorialrat, als welcher er mit der Prüfung und Genehmigung von Wappen betraut war. Ab 1718 wurde Johann Peter von Ludewig auch königlich preußischer Geheimrat. Er war 1705, 1717, 1727, 1729, sowie im Wintersemester 1739 Prorektor der Hallenser Alma Mater.
Johann Peter von Ludewig wurde 1722 Kanzler der Universität Halle, 1729 ord. Professor der Rechte in Nachfolge von Christian Thomasius. Im selben Jahr gründete er die „Wöchentlichen Hallischen Anzeigen“, die erste regelmäßig erscheinende Zeitung der Stadt Halle, die er in der Folge auch redigierte. Nachdem er 1741 Kanzler der Regierung des Herzogtums Magdeburg geworden war, erwarb er die adeligen Güter Bendorf, Pretz und Gatterstatt. Er veröffentlichte verschiedene Schriften, zum Teil unter den Namen J.P. Ludovici, Johann Peter von Hohenhard oder Pharamundus Chlodoveus.

### Adelserhebung

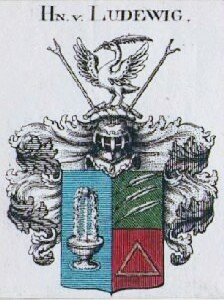
Wappen derer von Ludewig in Tyroffs Wappenwerk (teilweise kolorierter Kupferstich)

Am 11. April 1719 wurde er nach einem „Supplikationsbrief“ (Antrag) vom November 1718 und einer Empfehlung des Königs Friedrich Wilhelm von Preußen vom 1. Januar 1719 von Kaiser Karl VI. in Wien in den erbmäßigen Adelsstand für das Reich und die Erblande erhoben. Hierbei wurde ihm folgendes Wappen verliehen:
Schild längs geteilt, hintere Hälfte quer geteilt; vordere Hälfte: in blau goldener Springbrunnen mit goldener Kugel auf dem Wasserstrahl; hintere Hälfte oben: in grün 3 Schreibfedern von Schwanenkielen, unten: in rot goldenes Dreieck; offener adeliger Turnierhelm, blau angelassen, rot gefüttert mit hängendem Kleinod; Decken rechts: blau/silber, links: rot/gold; Helmbausch blau, rot, gold gewunden; Helmzier: weißer Schwan mit gekreuzten Flügeln mit goldenem Schnabel, eine Schreibfeder haltend zwischen zwei kreuzweise übereinanderstehenden Brunneneisen.
Das barockreiche Wappen ist stark symbolisch geprägt, sprudelnder Geist (Brunnen) exakte Wissenschaft (Dreieck) ergeben zusammen seine schriftstellerische Produktivität (Federn), die auch der Schwan als Vogel des Musengottes Apollo verkörpert und die Brunneneisenstäbe, die dem Wasser einen Weg aus der Tiefe öffnen, andeuten. Das Wappen ist farbig in dem im Österreichischen Verwaltungsarchiv, Wien, erhaltenen Adelsbrief enthalten. Es ist auch durch das von Ludewig benutzte Kupferstich-Exlibris bezeugt, das er seit 1719 in seine Bücher, die gelegentlich noch im Antiquariatshandel auftauchen, einkleben ließ.

### Tod
Nach seinem Tod am 7. September 1743 in Halle an der Saale erschien 1745 ein Auktionskatalog seiner Bibliothek in 4 Bänden: „Catalogus praestantissimi thesauri librorum typis vulgatorum et manuscriptorum Joannis Petri de Ludewig…“ (= Katalog des hervorragendsten Schatzes der gedruckten Bücher und Handschriften des J.P. v. Ludewig), herausgegeben von J.D. Michaelis, mit einem Vorwort des Philosophen Christian Wolf. Der Katalog umfasst 13 476 Nummern für die Druckschriften, die jedoch teilweise viele Titel enthalten, so dass der Umfang seiner Bibliothek auf etwa 10 000 Bücher zu schätzen ist, außerdem 902 Nummern von Handschriften, wobei auch hier unter einer Nummer oft mehrere Stücke verzeichnet sind. Die Grabstätte von Johann Peter von Ludewig befindet sich auf dem historisch bedeutsamen Stadtgottesacker von Halle, einer einzigartigen Friedhofsanlage der Renaissance. Seine Gruft ist dort in den Grabbogengewölben unter Bogen 77 zu finden. Da Johann Peter von Ludewig starb, ohne ihn überlebende männliche Nachkommen im Mannesstamm zu hinterlassen, starb das Geschlecht von Ludewig mit ihm aus.

## Wirken
Ludewig war eifrig in der Ausbreitung neuer Rechtssätze, die er immer für „unerkannte Wahrheiten“ ausgab. Mit seiner einnehmenden Schreibart und seiner beispiellosen Keckheit hätte er dem wahren publizistischen Studium vielleicht mehr geschadet als genützt, wenn nicht sein wahrheitsliebender und scharfsichtiger Kollege Nikolaus Hieronymus Gundling ihn fortwährend kontrolliert hätte. Gundlings scharfer Kritik ist es zu verdanken, dass das von Cocceji und Ludewig zusammengesetzte Lehrgebäude der deutschen Geschichte und des deutschen Staatsrechts keinen Bestand hatte. Ludewig und Gundling trugen indessen viel zum Ruf der Universität Halle bei. Auf dem Gebiete des Staatsrechts wirkten sie mehr anregend, als positiv förderlich. Keiner von beiden hat ein systematisches Werk über Staatsrecht geschrieben; sie waren beide mehr geistvoll räsonierende Historiker, als wahrhaft juristisch durchgebildete Staatsrechtslehrer. Vor allem ist Ludewig der Nachwelt als Systematiker in den Geschichtswissenschaften in Erinnerung geblieben. Dennoch sind seine Ausführungen dazu mit gewisser Vorsicht zu handhaben, da sie nach den wissenschaftlich hermeneutischen Forschungen nicht haltbar sind.
So waren seine staatsrechtlichen Theorien wegen ihrer Verherrlichung der territorialen Souveränität sehr umstritten. Daraus resultierte jedoch die Tätigkeit für den preußischen König, dessen Interessen er in vielen Streitschriften vertrat. Größte Berühmtheit erlangte L. durch die Begründung der Germania princeps, einer Art Staatshandbuch für das Heilige Römische Reich, das er unter dem Pseudonym Ludovicus Petrus Giovanni seit 1702 herausgab. Mit seinen Vorlesungen und Publikationen über Numismatik wurde er zu einem der Wegbereiter des Faches im 18. Jahrhundert. Für den Verleger Johann Heinrich Zedler verfasste er 1731 die Vorrede zu dessen Grossen vollständigen Universal-Lexicon, in der er als Jurist insbesondere zur Problematik der Nachdrucke Stellung nahm.
Die Ludwigstraße in Halle ist nach Johann Peter von Ludewig benannt.

## Familie
1701 heiratete Ludewig Anna Magaretha (* 10. Oktober 1670 in Freiberg; † 5. März 1740 in Halle/Saale), die Tochter des Doktors der Medizin und Stadtphysikus in Freiberg, Michael Kühne. Aus dieser Ehe sind sechs Kinder hervorgegangen, ein Sohn und fünf Töchter. Von diesen weiß man:
- Johann Peter († 1702)
- Susanna Magaretha († 1704)
- Anna Sophia (* 11. August 1705 in Halle; † 1745) verheiratet 20. Dezember 1726 mit dem Königlich Preußischen Geheimen Justiz- und Kammergerichtsrat in Berlin und Herr auf Göritz und Duberau, Karl Gottlieb von Nützler (1700–1776).
- Helena Christiane (* 13. September 1706 in Halle/Saale) verheiratet in erster Ehe am 1. Dezember 1727 mit dem königlich preußischen Geheim- und Magdeburgischen Kriegs- sowie Domainenrat, auch Rektor der Wettinischen und Rothenburgischen Bergwerke, Philipp Friedrich Krug von Nidda († 1743). In zweiter Ehe ehelichte sie am 21. März 1748 den Erbtruchsess des Heiligen Römischen Reiches, Graf Otto Wilhelm von Waldburg zu Capustigall-Maldeuten († 1748), Königlich Preußischer Rittmeister unter den Gens d’ Armes, Ritter des Johanniterordens.
- Elenora Sophia (* 1708; † 1709)
- Juliana Louise (* 26. Januar 1714 in Halle) verheiratet am 14. August 1742 mit dem königlich polnischen Geheimrat und Domherrn in Naumburg sowie Zeitz, Christoph von Taubenheim auf Bedra usw., Sohn des Johann Adolph von Taubenheim[3]

## Schriften
- Vollständige Erläuterung der Güldenen Bulle Tomi II, in welcher viele Dinge aus d. alten Teutschen Staat entdecket .... 2 Bde., Frankfurt und Leipzig 1716, 1719
- Unterricht von den wöchentlichen Anzeigen, die in denen Preußischen Reichs-Provinzen und Landen durch die so genannten Intelligenz-Zettel angeordnet. Halle 1729
- Einleitung zum deutschen Münzwesen mittlerer Zeiten. Halle 1709. (Digitalisat)
- Preußisches Neuburg und dessen Gerechtsame, unter dem Rahmen Peter von Hohenhardt, Teuschenthal. (Halle) 1708
- Die zu Halle 1727 neuangerichtete Profession in Oeconomie-Policey und Cammer Sachen. Halle 1727, 1753
- Consilia Hallensium Jureconsultorum d. Verstorbenen sowohl, S. Stryken, C. Thomasii als auch d. v. L., davon d. letztere üb. d. Helffte d. Wercks ausmachen,. Halle 1733 2 Bde
- Unterricht von der Praebenda Scholastica in Römischen Catholischen so wohl, als Evangelischen Stiftern. Halle 1705
- Päpstlicher Unfug wieder die Cron Preussen, und überhaupt König zu werden. Halle 1701
- Vertheidigtes Preussen wieder den Anspruch des teuschen Ritter Ordens. Mergentheim 1703
- Erläuterung über S. Puffendorffs Einleitung zur Historie der alten Reiche Spanien, Portugall und Engelland. Halle 1695, 1700
- Entwurff der Reichs-Historie. 1706, 1710
- Rechtliche Erläuterung der Reichs-Historie vom ersten Ursprung bis 1734. 1735.
- Geschichtsschreiber vom Bistum Würzburg. Frankfurt 1713
- Vom Vorzug und Alterthum des Kolbischen Wartembergischen Hauses. Köln 1704
- Germania Princeps. Unter dem Namen Ludwig Peter Giovanni. Halle 1702, 1711
- Opuscula Oratoria. Halle 1721. (Digitalisat)
- Reliquiae manuscriptorum omnis aevi diplomatum ac monumentorum ineditorum adhuc, 12 Bände. Frankfurt und Leipzig 1720–1741.
- De iure clientelari Germanorum in feudis et coloniis, sigillatim atque ex instituto 1. Dem Erbpacht 2. Lassgutern 3. Curmenden 4. Landsiedeleihe 5. Meiergutern 6. Schillingshauerrecht, cum ex moribus Medii Aevi, tum ex usu hodierno patriae forensi. Waisenhaus, Halle 1717. (Digitalisat)
- Scriptores rerum Germanicarum, praecipue Bambergensium. Vol. I. und II. Frankfurt und Leipzig 1718. (Digitalisat)
- Novum Volumen Scriptorum Rerum Germanicarum. Plurimam Partem Nunc Primum Editorum Ex Cod. Msct. Tomus I. & II. E Museo Ludewwigiano. Frankfurt/Leipzig 1718. Digitalisierte Ausgabe der Universitäts- und Landesbibliothek Düsseldorf, Bände 1 und 2
- Vita Justiani M. atque Theodorae, nee non Triboniani. Halle 1730
- H. Langueti epistolae secretae, cum Praefatione. Halle 1698
- Vita H. Langueti. Halle 1699
- Singularia Juris publici Germ. Imp. Halle 1730
- E. Pufendorfii opuscula. Halle 1700
- Rechtsgegründetes Eigenthum des Königlichen Churhauses Preussen und Brandenburg auf die Hertzog- und Fürstenthümer Jägerdorff, Liegnitz ´, Brieg, Wohlau und zugehöriger Herrschaften in Schlesien. 1741
- Catholica religio in tuto, vicinia in tuto regni Poloniae vindicatis Silesiae ducatibus adversus Austriacam vim. 1741 Digitalisat
- Neniae pontificis de iure reges adpellandi. 1706. (Digitalisat)
- Dissertatio Ivris Gentivm, De Avspicio Regvm. Grunert, Halle 1701. (Digitalisat)
- Formula Brandenburgici ducatus. 1705
- Aurasio supremo imperio vindicata contra Cassanum & Puteanum, adsertores gallos. 1702
- Inauguralis Autoris, de jure adlegandi ordinum S. R. I. von Reichs-Gesandschafften. 1703
- De civitatum dispari nexu cum S. R. I. von Reichs- und freien Reichsstädten. 1710
- De obligatione successoris in principatus & clientelas S. R. I. ex facto decessoris. 1714
- De primo foro subseudorum imperialium, parium curiae in Hassiae comitatu Ritbergensi. 1715
- Differentiae juris feudalis communis atque Porusici. (Resp. Johann Christoph Vollbrecht) Zeitler, Halle 1716. (Digitalisat)
- Differentiae juris feudalis communis atque Lusatici. 1714.
- Dissertatione inaugurali, differentias iuris communis et Lusatici in legitima atque dote, vom Lehens Pflicht Theil. (Resp. Johannes Gottfried Steudner) Zeitler, Halle 1716. (Digitalisat)
- De jure postarum clientelare. 1704
- Paradoxon pro jure retractandi transactionem novis instrumentis repertis ad I. 35 ff. De re judic & I. 19 & 29. C. De transact. 1704
- De pseudo tutore & curatore notarii. 1712
- Trebellianica & legitima exules in fideicommissis tructuariis. 1712
- Iuris Romani et Germanici differentiae occasione interpretum ad titulis Justiniani. (Resp. Joannes Bernhard Rembowski) Henckel, Halle 1712. (Digitalisat)
- Differentiae juris romani & germanici, In mutuo. 1715
- Differentiae juris romani & germanici, In dignitate uxoris. 1718
- Differentiae iuris Romani & Germanici in fideiussione uxoris. (Resp. Isaac Nicolaus Schwasmann) Krottendorff, Halle 1720. (Digitalisat)
- Differentiae iuris Romani et Germanici in venatu eiusque regali. (REsp. Johann Heinrich Weissensee) Grunert, Halle 1736. (Digitalisat)
- Dissertatione Inaugurali, Differentiae iuris Romani & Germanici In Hagenstolziatu, Exule In Germania, Latii Partu L. Iuliae Et Papiae Poppaeae. (Resp. Valentin Graefe) Grunert, Halle 1739. (Digitalisat)
- Differentiae iuris Romani et Germanici in usuris, praecipue ultra alterum tantum. (Resp. Heinrich August Rosenbach) Grunert, Halle 1748. (Digitalisat)
- De Noriberga insignium imperialum tutelari.
- Germania princeps post carolingica sub Conrado I. orientalum Francorum rege. 1710
- Historia Juris valentudinarii militum emeritorum. 1706
- Lotharinga vindicata adversus Regem Galliae detinentem inique Ducatum ad annum usque 1697 pacemque Rysvicensem. 1697
- Accademia villa Platonis cum nova Hallensium collata. 1693
- Vita aeterna ex ratione gentiumque consensu demonstrata partes II. 1695
- Historia principatus Aurasionensis & fata ejus novissima sub Guilielmo III.M. Britaniarum rege. 1694
- De jure Anglorum in Galliam. 1693
- Historia sine parente. De causis fabularum circa gentium origines. 1693
- Vita Aurelii Prudentii Clementis V. C. 1692
- De Indolis Slavorum. 1691
- Halarum nobilis ae liberae S. R. I. civitatis encomium, in Gymnasio parentio scriptum & punlice in doctorum panegyri recitatum. 1688
- Commentaria politica rerum Halensium S. R. I. liberae civitatis. 1699
- De jure Suffragali Regni Bohemiae novissime instaurati in Comitiis S. R. I. 1709
- De Philosophis caute legendis. 1698
- Historia quadripartitae erudionis in epitome exhabita. 1711
- An praescientia Dei rebus inserat necessitatem. 1695
- De rationali philosophia apud Arabas & Turcas. 1699
- De diversitate metaphysicorum. 1693
- De definitione ac divisione metaphysices. 1695
- De ente. 1695
- Theses quaedam ex universa philosophia selectae. 1700
- Theses miscellae. 1699
- Paradoxon, paucis philosophandum. Progr. 1695
- De primatu Germaniae Magdeburgici Archiepiscopatus. 1700
- De nominatore haeretico ad parochiam. 1716
- De sorte suffragatoria ecclesiae. 1714
- De jure annatarum praesertim principis evangelici. 1707
- Dica jubilaeorum, quam bonis mentibus, civibus praesertim Fridericianae, ad cavendas in secondo jubilaeo evangelico die 31 M. Octobris 1717 ceremonias & ritus suo istituto & calamo commendavit auctor. 1717
- Differentiae juris romani & germanici, in titulo imperiali. 1712
- In verbo Majestatis & contenzione armorum & literarum. 1712
- In tutelis testamentaria & legittima. 1712
- De tutelia maternis. 1712
- In tutela Attiliana. 1713
- In fructuum attributione tutelae usufructuariae. 1712
- In successione conjugum & diffortium liberorum. 1714
- De prorogatione investiturae. 1718
- De Precipuo principis evangelici. 1719
- De praerogativis Würtembergici Ducatus, praesertim adversus appellationes evocationes auftregas. 1719
- Differentiae juris romani & germanici, in SCto Vellejano atque mulierum obligationibus aliis, occ. Reip. Francofurt Statutorum, Pates II. 1720
- In SCto Vellejano exule. 1720
- In fideiussione uxoris. 1720
- De sociis stipüendiariis hosti in causa Reipublicae Memmingensis. 1720
- Differentiae juris romani & germanici, in re militari praesertim captivorum. 1721
- De senatoribus & consulibus. 1721
- De clerico exule succeffionis in feuda & principatus S.R.Imperii. 1721
- Differentiae juris romani & germanici, in donationibus & barbari adnexus acceptatione. 1721
- In re militari. 1721
- In dote & donatione propter nupatis. 1721
- In dote mariti Morgengaba, dotalio, vidualitio & melioratione. 1721
- In connubiali imperioconsensuque parentum. 1721
- In consensu connubiali extra patrem, ma tris tutorum, consanguincorum, sacri antistitis, principis seu imperatoris, domini feudi, ordinum provinciae, propaterum, der Gevattern, magistratus militaris, villaris dynastae. 1722
- In simultanea investitura. 1722
- Henricus Auceps, istoria anceps. 1723
- De nexu scriptuare & subscriptions. 1723
- Dissertatione inaugurali differentias iuris Romani & Germanici in opifice exule in pagis, von Handwercken auf den Dorfern. (Resp. Georg Michael Bonhoefer) Grunert, Halle  1724. (Digitalisat)
- Dissertatio iuris publici De matrimoniis principum per procuratores. (Resp. Carl Dubsislav von Nazmer) Hilliger Halle 1724. (Digitalisat)
- Differentiae jurium in aetate puberum & majorum, regum, principum,clientum & subditorum. 1725
- Differentias iuris Romani et Germanici in re bafiaria tinctorum, den Färbereyen. (Resp. Christian Gottlieb Roegner) Grunert, Halle 1725. (Digitalisat)
- De sueviae tribunali S. R. J. Austriaco. 1725
- Differentiae juris romani & germanici, in Hagenstolziatu exule in Germania, Latii partu L. juliae & papaie poppeae. 1727
- De principum S. R. J. Potestate in sacris ante paces religionis. 1729
- Differentiae juris romani & germanici, in venatione ejusque regali. (Resp. Johann Heinrich Weissensee) Grunert, Halle 1730. (Digitalisat)
- Dissertatione inaug. differentias iuris Romani et Germanici in ferarum furto. (Resp. Johannes Hieronymus Lange) Grunert, Halle 1730. (Digitalisat)
- Dissertatione inauguralis differentias iuris Romani et Germanici in stupro sub matrimonii spe. (Resp. Johannes Nitsche) Grunert, Halle 1730. (Digitalisat)
- De processu per mandatum in Lusatia superiori. 1731
- De lege caducaria, seu jure desherentiae, justo remotioribus agnatis. 1733
- De purgatione contumaciae in processu, precipue electorali Saxonico odierno. 1733
- Differentiae juris romani & germanici, in peregrinitate, albinagio atque Wildfangiatu. (Resp. Bernhard Michael Reuter) Grunert, Halle 1735. (Digitalisat)
- In usuris. 1740
- In pactis de superstitis heredio. 1741
- De juris gentium lesione. 1741
- In praediatoria jurisdictione nobilium. 1742
- De formula ducatus Thuringici. 1743
- Gelehrte Anzeigen in alle Wissenschaften, so wol geistlicher als weltlicher, alter und neuer Sachen, welche vormals denen Wöchentlichen Hallischen Anzeigen einverleibet worden. Halle  1743.
- Opuscula miscella, 1, Juris publici : 2, Feudalis : 3, Privati civilis : 4, Historiae, cum civilis tum litterariae : 5, Philosophica : 6, Juris canonici et ecclesiastici in S.R.I : 7, Differentiarum juris romani et germanici. Halle 1720. (Digitalisat Band 1), (Band 2)
- Oeconom. Anmerkungen üb. Seckendorfs Fürsten-Staat … Hrsg. v. C. E. Klotz, 1766.